# Habenaria itaculumia
Habenaria itaculumia är en orkidéart som beskrevs av Leslie Andrew Garay. Habenaria itaculumia ingår i släktet Habenaria och familjen orkidéer. Inga underarter finns listade i Catalogue of Life.